# ウーニユースト
ウーニユースト（フィンランド語：Uunijuusto）は、ウシの初乳を用いたフィンランドの料理である。これに、一つまみの食塩（乳1lあたり約0.5g）を加え、オーブンに入れ、150℃で30分焼いた後、色をつけるために、さらに250℃で少し焼く。普通の牛乳と卵を用いて作ることもある。「ウーニユースト」という名前は、「オーブンで焼いたチーズ」という意味であるが、これは厳密にはチーズではない。